# Suara
Suara（すあら、1979年8月3日 - ）は、日本の女性歌手。大阪府豊中市出身。フィックスレコード所属。血液型はA型。作詞、作曲などのクレジットには、出生名の巽 明子（たつみ あきこ）の名義を使用している。

## 概要
大阪府立豊中高等学校を経て大阪外国語大学でインドネシア語を専攻中にバンド・ユニットを組んで音楽活動を始めた。普段はお笑い番組が大好きなこともあってよく喋るほうだが、東京の仕事で標準語の喋りをする時は、畏まってそれほど喋らない場合が多い。
芸名は「声」という意味のインドネシア語で、「たくさんの人に歌を聞いて欲しい」という想いが込められている。2024年8月長年の夢であったインドネシアに渡航。
母親は台湾基隆出身だが、5歳以降台湾を離れている。
以前に「piece」というユニットを組んで音楽活動していた時期があり、「トモシビ」と「傘」は、この頃に作られた曲である。学生時代からデビューの少し前までは、英語塾で講師のアルバイトをしていた。
2005年9月、PCゲーム「鎖 -クサリ-」オープニングテーマ「睡蓮-あまねく花-」で歌手デビュー。メジャーデビューは翌年4月に発売されたテレビアニメ「うたわれるもの」オープニングテーマ「夢想歌」である。
「Animelo Summer Live 2007」のパフォーマンスで、一緒に出演していた奥井雅美に歌を大絶賛された。
『みどりのマキバオー』の大ファンであり、幾度となくアニメ版マキバオーのものまねを披露している。2009年には是空とおるを通して『マキバオー』作者のつの丸からサインを貰った喜びをブログに書いている。
Suaraのイントネーションはドアラと同じ。
2009年9月19日、Elements Gardenの藤田淳平と結婚したことをブログで報告した。
2013年11月、男児を出産した。
本人のTwitterによると親子で阪急電車にハマり、形式名や機器の名前もわかる程の鉄道ファンとなっているという。

## ディスコグラフィ

### シングル
| 枚   | 発売日         | タイトル               | 規格品番   | 規格品番   | 最高位 |
| 枚   | 発売日         | タイトル               | 初回限定盤 | 通常盤     | 最高位 |
| ---- | -------------- | ---------------------- | ---------- | ---------- | ------ |
| 1st  | 2006年4月26日  | 夢想歌                 |            | LACM-4259  | 20位   |
| 2nd  | 2006年10月25日 | 光の季節               | LACM-4306  | 74位       |        |
| 3rd  | 2007年2月28日  | 一番星                 | FCCM-0180  | 55位       |        |
| 4th  | 2007年10月24日 | BLUE／蕾 -blue dreams- | KICM-1221  | 69位       |        |
| 5th  | 2008年1月23日  | 忘れないで             | LACM-4460  | 87位       |        |
| 6th  | 2009年1月28日  | 舞い落ちる雪のように   | KICM-4027  | 42位       |        |
| 7th  | 2009年4月22日  | Free and Dream         | KICM-4028  | 50位       |        |
| 8th  | 2009年6月24日  | adamant faith          | KICM-4029  | 57位       |        |
| 9th  | 2009年10月28日 | 赤い糸                 | KICM-94031 | KICM-4031  | 35位   |
| 10th | 2014年1月15日  | Fly away -大空へ-      |            | PCCG-90112 | 89位   |
| 11th | 2015年11月4日  | 不安定な神様           | KICM-93305 | KICM-3305  | 15位   |
| 12th | 2016年1月27日  | 天かける星             | KICM-93314 | KICM-3314  | 28位   |
| 13th | 2018年4月25日  | 君だけの旅路 Re:boot   |            | KICM-4037  | 52位   |
| 14th | 2018年9月26日  | 理燃 -コトワリ-        | KICM-94039 | KICM-4039  | 49位   |
| 15th | 2019年11月27日 | 天命の傀儡             |            | KICM-4040  | 78位   |
| 16th | 2021年7月21日  | 戦刃幻夢               |            | KICM-4041  | 63位   |
| 17th | 2022年7月27日  | 人なんだ               |            | KICM-3373  | 39位   |

#### その他のシングル
Suaraの参加しているコラボレーションシングルとスプリットシングルを下に記した。
収録曲には「インストゥルメンタルバージョン」以外の全曲を記している。その中の太字の曲がSuaraの曲あるいはSuaraの参加している曲である。
| 発売日         | タイトル                                            | 収録曲 | 規格品番                                  |
| -------------- | --------------------------------------------------- | --- | ----------------------------------------- |
| 2005年11月25日 | Hello                                               | 1. Hello 《池田春菜》 2. トモシビ 《Suara》 | FCCM-0088                                 |
| 2007年6月20日  | Generation-A                                        | 1. Generation-A 《Various Artists》 2. Generation-A 〜女性 Only Vocal Version〜 《Various Artists》 3. Generation-A 〜男性 Only Vocal Version〜 《Various Artists》                                                      | EVCS-1002                                 |
| 2008年7月23日  | Yells 〜It's a beautiful life〜                     | 1. Yells 〜It's a beautiful life〜 《Various Artists》 2. Yells 〜It's a beautiful life〜 (女性 Only Vocal Version) 《Various Artists》 3. Yells 〜It's a beautiful life〜 (男性 Only Vocal Version) 《Various Artists》 | EVCS-1003                                 |
| 2009年6月24日  | RE:BRIDGE〜Return to oneself〜                      | 1. RE:BRIDGE〜Return to oneself〜 《Various Artists》 | DWSC-1001                                 |
| 2012年3月7日   | OVA『ToHeart2ダンジョントラベラーズ』主題歌シングル | 1. 虹色の未来 《Suara》 2. ただひとつの星 《上原れな》 3. この世界に 《津田朱里》 | FCCM-0344（初回盤） FCCM-0345（通常盤）   |
| 2012年5月23日  | Future World／Thanks a lot                          | 1. Future World 《Suara》 2. Thanks a lot 《津田朱里》 3. ブルーバード 《Suara》 4. 守りたい笑顔 《津田朱里》 | KICM-4034                                 |
| 2014年2月19日  | Card of the Future                                  | 1. Card of the Future 《サイキックラバー & Suara》 2. Now and Forever 《サイキックラバー & Suara》 | HKMM-0005                                 |
| 2014年4月23日  | V-ROAD                                              | 1. V-ROAD 《BUSHI★7》 | HKMM-0007 (通常盤) HKMM-0008 (初回限定盤) |

### アルバム
規格品番の右に○が記載されているものはSACD（Super Audio CD）、◎が記載されているものはHybrid SACDである。

#### オリジナルアルバム
| 枚  | 発売日                                      | タイトル          | 規格品番                                     | 最高位 |
| --- | ------------------------------------------- | ----------------- | -------------------------------------------- | ------ |
| 1st | 2006年1月27日 2010年7月21日（リマスター版） | アマネウタ        | KICA-1384 KIGA-8（リマスター版）◎            | 224位  |
| 2nd | 2006年9月27日 2015年4月22日（リマスター版） | 夢路              | KICA-1400 KIGA-1○ KIGA-27（リマスター版）◎   | 28位   |
| 3rd | 2008年8月27日                               | 太陽と月          | KIGA-3◎                                      | 49位   |
| 4th | 2009年8月19日                               | キズナ            | KIGA-4◎                                      | 45位   |
| 5th | 2011年10月26日                              | 花凛              | KIGA-11◎ KIGA-11（韓国語盤）◎                | 79位   |
| 6th | 2015年10月14日                              | 声                | KIGA-90028（初回限定盤）◎ KIGA-28（通常盤）◎ | 25位   |
| 7th | 2018年3月28日                               | 星灯              | KIGA-90032（初回限定盤）◎ KIGA-32（通常盤）◎ | 87位   |
| 8th | 2022年11月23日                              | Infinity 希望の扉 | KIGA-90037（初回限定盤）◎ KIGA-37（通常盤）◎ | 44位   |

#### ライブアルバム
| 枚  | 発売日        | タイトル                   | 規格品番  | 最高位 |
| --- | ------------- | -------------------------- | --------- | ------ |
| 1st | 2010年6月23日 | Suara LIVE 2010 〜歌始め〜 | KIGA-6/7◎ | 267位  |

#### ベストアルバム
| 枚  | 発売日        | タイトル                              | 規格品番                                           | 最高位 |
| --- | ------------- | ------------------------------------- | -------------------------------------------------- | ------ |
| 1st | 2012年9月26日 | The Best〜タイアップコレクション〜    | KIGA-90014/15（初回限定盤）◎ KIGA-14/15（通常盤）◎ | 65位   |
| 2nd | 2024年4月24日 | The Best 2 ～タイアップコレクション～ | KIGA-90039/40（初回限定盤）◎ KIGA-39/40（通常盤）◎ | 位     |

#### 企画アルバム
| 枚  | 発売日        | タイトル                                    | 規格品番                                     | 最高位 |
| --- | ------------- | ------------------------------------------- | -------------------------------------------- | ------ |
| 1st | 2016年11月9日 | うたわれるもの 偽りの仮面 & 二人の白皇 歌集 | KIGA-90029（初回限定盤）◎ KIGA-29（通常盤）◎ | 8位    |

### オムニバス
| 発売日         | タイトル                                                                                   | 発売元                                             | 規格品番                                                    |
| -------------- | ------------------------------------------------------------------------------------------ | -------------------------------------------------- | ----------------------------------------------------------- |
| 2006年8月23日  | AQUAPLUS VOCAL COLLECTION VOL.4                                                            | フィックスレコード                                 | KICA-1424                                                   |
| 2006年12月6日  | 木漏れ日ダイアリー からだ編                                                                | ランティス                                         | LACA-5578                                                   |
| 2007年6月28日  | うたわれ&TH2ラジオ合同イベント0422 リスナーのみなさ〜ん!! 公開録音でメロメロでありま〜す!! | アクアプラス                                       | AQED-001                                                    |
| 2007年7月11日  | AQUAPLUS VOCAL COLLECTION VOL.5                                                            | フィックスレコード                                 | KICA-1440                                                   |
| 2007年11月28日 | うたわれ&TH2ラジオ合同イベント0422 リスナーのみなさ〜ん!! 公開録音でメロメロでありま〜す!! | フィックスレコード                                 | KIXM-1002                                                   |
| 2007年11月28日 | Pure -AQUAPLUS LEGEND OF ACOUSTICS-                                                        | フィックスレコード                                 | KIGA-2（SACD盤） KICA-1450（CD盤）                          |
| 2007年11月28日 | Animelo Summer Live 2007 Generation-A                                                      | ランティス                                         | LABM-7015〜17                                               |
| 2008年4月25日  | アクアプラスフェスタ2007 IN ヨコハマ                                                       | アクアプラス                                       | AQED-002                                                    |
| 2008年6月25日  | Tribute to Masami Okui 〜Buddy〜                                                           | ドワンゴ・エージー・エンタテインメント / evolution | EVCA-1001                                                   |
| 2008年8月6日   | アクアプラスフェスタ2007 IN ヨコハマ                                                       | フィックスレコード                                 | KIXM-1003                                                   |
| 2009年3月25日  | Animelo Summer Live 2008 -Challenge- 8.30                                                  | アニサマプロジェクト2008                           | KIXM3〜4（BD盤） KIBM201〜203（DVD盤）                      |
| 2009年4月8日   | アクアプラスライブ&アクアプラスフェスタ2008                                                | フィックスレコード                                 | KIXM-1005〜1006（BD盤） KIBM-211〜212（DVD盤）              |
| 2009年12月23日 | AQUAPLUS VOCAL COLLECTION VOL.6                                                            | フィックスレコード                                 | KICA-1480                                                   |
| 2010年2月24日  | Animelo Summer Live 2009 RE:BRIDGE 8.23                                                    | アニサマプロジェクト2009                           | KIXM-1009〜1010（BD盤） KIBM-1055〜1057（DVD盤）            |
| 2011年4月27日  | AQUAPLUS VOCAL COLLECTION VOL.7                                                            | フィックスレコード                                 | KIGA-9                                                      |
| 2011年5月25日  | Pure2 -Ultimate Cool Japan Jazz-                                                           | フィックスレコード                                 | KIGA-10                                                     |
| 2012年5月23日  | AQUAPLUS VOCAL COLLECTION VOL.8                                                            | フィックスレコード                                 | KIGA-13                                                     |
| 2015年3月25日  | AQUAPLUS VOCAL COLLECTION VOL.10                                                           | フィックスレコード                                 | KIGA-26                                                     |
| 2017年12月27日 | AQUAPLUS VOCAL COLLECTION VOL.11                                                           | フィックスレコード                                 | KIGA-31                                                     |
| 2019年8月23日  | 片恋いコントラスト ―way of parting― 主題歌＆サウンドトラック                               | フロンティアワークス                               | FFCP-0039（初恋盤） FFCP-0040（傷恋盤） FFCP-0038（通常盤） |

### 高音質音源（ハイレゾ音源）収録 USBメモリ
| 枚 | 発売日       | タイトル                         |
| -- | ------------ | -------------------------------- |
| 1  | 2010年7月4日 | Suara USB フラッシュメモリカード |

### 音楽配信

#### 配信限定
| 配信開始日     | タイトル                                                                                          | 収録アルバム                                                     | 備考                                                                            |
| -------------- | ------------------------------------------------------------------------------------------------- | ---------------------------------------------------------------- | ------------------------------------------------------------------------------- |
| 2006年12月13日 | POWDER SNOW (Suara LIVE 2006 Ver.)                                                                | （未収録）                                                       | 配信終了                                                                        |
| 2011年1月20日  | 桜                                                                                                | 『声』（初回限定盤）                                             | 『春のヘッドフォン祭2012』 PVのBGM                                              |
| 2011年6月30日  | 君がいた夏の日                                                                                    | 『声』（初回限定盤）                                             |                                                                                 |
| 2011年9月22日  | 月明かりに照らされて                                                                              | 『声』（初回限定盤）                                             |                                                                                 |
| 2012年12月21日 | DSD live session 1．POWDER SNOW 2．桜                                                             | （未収録）                                                       | OTOTOY限定配信                                                                  |
| 2013年3月7日   | I'm a beast                                                                                       | 『声』                                                           | PSPソフト『ダンジョントラベラーズ2 王立図書館とマモノの封印』オープニングテーマ |
| 2013年11月27日 | ティアーズ・トゥ・ティアラII 覇王の末裔 ボーカル集 3．君の前では少年のまま                        | 『声』                                                           | PS3ソフト『ティアーズ・トゥ・ティアラII 覇王の末裔』の主題歌・挿入歌を配信      |
| 2013年12月23日 | Card of the Future (TV Size) （サイキックラバー＆Suara）                                          | （未収録）                                                       | TVアニメ『フューチャーカード バディファイト』オープニングテーマ                 |
| 2014年11月20日 | Special Place Recording -Suara at 求道会館- 1．星座 2．天音唄 3．キミガタメ 4．トモシビ 5．夢想歌 | （未収録）                                                       | OTOTOY限定配信                                                                  |
| 2015年8月18日  | キミガタメ / 君のかわり                                                                           | （未収録）                                                       | OTOTOY限定配信                                                                  |
| 2015年8月26日  | ヌエドリ (ゲームバージョン)                                                                       | 『うたわれるもの 偽りの仮面 ミニサウンドトラック』               | PS4・PS3・PS Vitaソフト『うたわれるもの 偽りの仮面』オープニングテーマ          |
| 2015年9月30日  | ヌエドリ                                                                                          | 『声』                                                           | PS4・PS3・PS Vitaソフト『うたわれるもの 偽りの仮面』エンディングテーマ          |
| 2015年12月16日 | Merry Christmas                                                                                   | 『星灯』                                                         |                                                                                 |
| 2016年1月27日  | Suara 2016 入門編 1．不安定な神様 2．夢想歌 3．キミガタメ                                         | １：「不安定な神様」 ２：「夢想歌」 ３：『夢路』                 |                                                                                 |
| 2016年4月20日  | 声と箏 １．夢想歌 ２．キミガタメ ３．春夏秋冬                                                     | （未収録）                                                       | OTOTOY限定配信                                                                  |
| 2016年7月27日  | 焔の鳥                                                                                            | 『ニル・アドミラリの天秤 帝都幻惑綺譚 主題歌＆サウンドトラック』 | PS Vitaソフト『ニル・アドミラリの天秤 帝都幻惑綺譚』エンディングテーマ          |
| 2016年8月31日  | 星灯 (ゲームバージョン)                                                                           | 『うたわれるもの 二人の白皇 ADDITIONAL SOUNDTRACK』              | PS4・PS3・PS Vitaソフト『うたわれるもの 二人の白皇』オープニングテーマ          |
| 2016年9月21日  | 星灯                                                                                              | 『うたわれるもの 偽りの仮面 & 二人の白皇 歌集』                  | PS4・PS3・PS Vitaソフト『うたわれるもの 二人の白皇』オープニングテーマ          |
| 2019年7月3日   | 天命の傀儡                                                                                        | （未収録）                                                       | スマートフォンアプリ『うたわれるもの ロストフラグ』主題歌                       |

### DVD
| 枚 | 発売日         | タイトル                           | 規格品番 |
| -- | -------------- | ---------------------------------- | -------- |
| 1  | 2007年11月28日 | Suara LIVE TOUR 2007 〜惜春奏歌〜  | KIBM-152 |
| 2  | 2009年3月25日  | Suara LIVE 2008 〜太陽と月の調べ〜 | KIBM-208 |
| 3  | 2010年6月23日  | Suara LIVE 2010 〜歌始め〜         | KIBM-252 |

### Blu-ray Disc
| 枚 | 発売日         | タイトル                           | 規格品番  |
| -- | -------------- | ---------------------------------- | --------- |
| 1  | 2007年11月28日 | Suara LIVE TOUR 2007 〜惜春奏歌〜  | KIXM-1001 |
| 2  | 2009年3月25日  | Suara LIVE 2008 〜太陽と月の調べ〜 | KIXM-1004 |
| 3  | 2010年6月23日  | Suara LIVE 2010 〜歌始め〜         | KIXM-1011 |
| 4  | 2023年11月22日 | Suara LIVE TOUR 2023～Infinity～   | KIXM-1038 |

### タイアップ
| 楽曲                                      | タイアップ |
| ----------------------------------------- | --- |
| 睡蓮 -あまねく花-                         | PCゲーム『鎖 -クサリ-』オープニングテーマ                                                                         |
| 星座                                      | PCゲーム『鎖 -クサリ-』エンディングテーマ                                                                         |
| トモシビ                                  | TVアニメ『ToHeart2』エンディングテーマ                                                                            |
| 夢想歌                                    | TVアニメ『うたわれるもの』オープニングテーマ                                                                      |
| 君だけの旅路                              | PS2『うたわれるもの 散りゆく者への子守唄』オープニングテーマ                                                      |
| キミガタメ                                | PS2『うたわれるもの 散りゆくものへの子守唄』エンディングテーマ TVアニメ『うたわれるもの』最終話エンディングテーマ |
| 光の季節                                  | TVアニメ『あさっての方向。』オープニングテーマ                                                                    |
| 傘                                        | TVアニメ『あさっての方向。』挿入歌                                                                                |
| なみだぐも                                | TVアニメ『あさっての方向。』イメージソング                                                                        |
| 一番星                                    | OVA『ToHeart2』オープニングテーマ                                                                                 |
| I am                                      | OVA『ToHeart2』エンディングテーマ                                                                                 |
| BLUE                                      | TVアニメ『BLUE DROP 〜天使達の戯曲〜』オープニングテーマ                                                          |
| 蕾 -blue dreams-                          | TVアニメ『BLUE DROP 〜天使達の戯曲〜』エンディングテーマ                                                          |
| 忘れないで                                | TVアニメ『キミキス pure rouge』エンディングテーマ                                                                 |
| haunting melody                           | PS3『ティアーズ・トゥ・ティアラ 花冠の大地』オープニングテーマ                                                    |
| memory                                    | PS3『ティアーズ・トゥ・ティアラ 花冠の大地』エンディングテーマ                                                    |
| memory (English Ver.)                     | PS3『ティアーズ・トゥ・ティアラ 花冠の大地』エンディングテーマ                                                    |
| 舞い落ちる雪のように                      | TVアニメ『WHITE ALBUM』エンディングテーマ                                                                         |
| Free and Dream                            | TVアニメ『ティアーズ・トゥ・ティアラ』オープニングテーマ                                                          |
| adamant faith                             | OVA『うたわれるもの』オープニングテーマ                                                                           |
| フレンズ                                  | ラジオ『ChaosTCGおれよめラジオ』オープニングテーマ                                                                |
| 花詞                                      | PCゲーム『痕』(2009年版)オープニングテーマ                                                                        |
| うつせみ                                  | PCゲーム『痕』(2009年版)エンディングテーマ                                                                        |
| MOON PHASE                                | PCゲーム『雫』(2009年版)エンディングテーマ                                                                        |
| 赤い糸                                    | TVアニメ『WHITE ALBUM』エンディングテーマ                                                                         |
| 雪の魔法                                  | PS3『WHITE ALBUM -綴られる冬の想い出-』オープニングテーマ                                                         |
| POWDER SNOW                               | PS3『WHITE ALBUM -綴られる冬の想い出-』エンディングテーマ                                                         |
| 君のかわり                                | PS3『WHITE ALBUM -綴られる冬の想い出-』挿入歌                                                                     |
| 虹色の未来                                | OVA『ToHeart2 ダンジョントラベラーズ』オープニングテーマ                                                          |
| Future World                              | PS3『AQUAPAZZA』オープニングテーマ                                                                                |
| I'm a beast                               | PSP『ダンジョントラベラーズ2 王立図書館とマモノの封印』オープニングテーマ                                         |
| 君の前では少年のまま                      | PS3『ティアーズ・トゥ・ティアラII 覇王の末裔』エンディングテーマ                                                  |
| 女神の子守唄 Ishtar version               | PS3『ティアーズ・トゥ・ティアラII 覇王の末裔』挿入歌                                                              |
| Fly away -大空へ-                         | TVアニメ『カードファイト!! ヴァンガード リンクジョーカー編』エンディングテーマ                                    |
| Card of Future （Suara×サイキックラバー） | TVアニメ『フューチャーカード バディファイト』オープニングテーマ                                                   |
| 紅蓮の炎 〜ブシロード〜                   | BS11『月刊ブシロード』オープニングテーマ                                                                          |
| ヌエドリ                                  | PS4『うたわれるもの 偽りの仮面』オープニングテーマ TVアニメ『うたわれるもの 偽りの仮面』挿入歌                    |
| 恋夢                                      | PS4『うたわれるもの 偽りの仮面』エピローグテーマ                                                                  |
| 不安定な神様                              | TVアニメ『うたわれるもの 偽りの仮面』オープニングテーマ                                                           |
| 天かける星                                | TVアニメ『うたわれるもの 偽りの仮面』オープニングテーマ                                                           |
| ユメカウツツカ                            | TVアニメ『うたわれるもの 偽りの仮面』エンディングテーマ                                                           |
| 星降る空仰ぎ見て                          | TVアニメ『うたわれるもの 偽りの仮面』エンディングテーマ                                                           |
| 焔の鳥                                    | PS Vita『ニル・アドミラリの天秤 帝都幻惑綺譚』エンディングテーマ                                                  |
| 星灯                                      | PS4『うたわれるもの 二人の白皇』オープニングテーマ                                                                |
| キミガタメ 2016                           | PS4『うたわれるもの 二人の白皇』挿入歌                                                                            |
| 永久に 2016                               | PS4『うたわれるもの 二人の白皇』挿入歌                                                                            |
| 麗しき世界                                | PS4『うたわれるもの 二人の白皇』エンディングテーマ                                                                |
| 夢想歌 2016                               | PS4『うたわれるもの 二人の白皇』挿入歌                                                                            |
| 純真の華                                  | PS Vita『ニル・アドミラリの天秤 クロユリ炎陽譚』エンディングテーマ                                                |
| 耳を澄ませば                              | 秋のヘッドホン祭 2017 イメージソング                                                                              |
| 君だけの旅路 Re:boot                      | PS4・Vita 『うたわれるもの 散りゆくものへの子守唄』 オープニングテーマ                                            |
| キミガタメ Re:boot                        | PS4・Vita 『うたわれるもの 散りゆくものへの子守唄』 エンディングテーマ                                            |
| 麗しき世界 Re:boot                        | PS4・Vita 『うたわれるもの 散りゆくものへの子守唄』 挿入歌                                                        |
| 理燃 -コトワリ-                           | PS4 『うたわれるもの 斬』 オープニングテーマ                                                                      |
| Pure Contrast                             | PCゲーム 『片恋いコントラスト』 オープニングテーマ                                                                |
| 天命の傀儡                                | スマホアプリ 『うたわれるもの ロストフラグ』 主題歌                                                               |
| わが身捧げて                              | スマホアプリ 『うたわれるもの ロストフラグ』 挿入歌                                                               |
| 永劫の定め                                | スマホアプリ 『うたわれるもの ロストフラグ』 1周年記念曲                                                          |
| 戦刃幻夢                                  | PS5/PS4ゲーム 『うたわれるもの 斬2』 オープニングテーマ                                                           |
| 流転の祈り                                | スマホアプリ 『うたわれるもの ロストフラグ』 2周年記念曲                                                          |
| 望郷                                      | スマホアプリ 『うたわれるもの ロストフラグ』 2.5周年記念曲                                                        |
| 人なんだ                                  | TVアニメ『うたわれるもの 二人の白皇』オープニングテーマ                                                           |
| 百日草                                    | TVアニメ『うたわれるもの 二人の白皇』エンディングテーマ                                                           |
| トキノタイカ                              | PS5/PS4/PCゲーム 『モノクロームメビウス 刻ノ代贖』 オープニングテーマ                                             |
| 自由な風                                  | PS5/PS4/PCゲーム 『モノクロームメビウス 刻ノ代贖』 挿入歌                                                         |
| 愛おしき欠片                              | PS5/PS4/PCゲーム 『モノクロームメビウス 刻ノ代贖』 エンディングテーマ                                             |
| この地球にある生命                        | スマホアプリ 『うたわれるもの ロストフラグ』 3周年記念曲                                                          |
| 波紋                                      | スマホアプリ 『うたわれるもの ロストフラグ』 4周年記念曲                                                          |

## 出演

### OVA
- OVA ToHeart2 #3

### PV
- 春のヘッドフォン祭2012 プロモーションビデオ

### イベント
| No | 開催日                                   | タイトル                                                                                                  | 会場 | 備考 |
| -- | ---------------------------------------- | --- | --- | ---- |
| 1  | 2006年2月11日                            | アマネウタ 発売記念 Suaraミニライブ                                                                       | アソビットゲームシティ |      |
| 2  | 2006年5月13日                            | 夢想歌 発売記念 Suaraインストアライブ                                                                     | アソビットゲームシティ |      |
| 3  | 2006年11月19日                           | あさっての夜明け前すぺしゃる                                                                              | 都内某所 |      |
| 4  | 2006年9月30日 2006年10月9日              | 夢路 発売記念 Suaraインストアライブ 〜夢路〜                                                              | タワーレコード難波店 ヤマギワソフト館 アソビットゲームシティ                                                                        |      |
| 5  | 2007年4月22日                            | うたわれるものらじお・Radio ToHeart2合同イベント                                                          | ディファ有明 |      |
| 6  | 2007年5月13日                            | OVA ToHeart2 イベント                                                                                     | |      |
| 7  | 2007年7月7日                             | Animelo Summer Live 2007 Generation-A                                                                     | 日本武道館 |      |
| 8  | 2007年6月24日                            | ひぐらしのなく頃に解＆劇場版CLANNAD & ToHeart2 イベント                                                   | ニッショーホール |      |
| 9  | 2007年8月4日                             | OVA ToHeart2 スペシャルイベント3                                                                          | |      |
| 10 | 2007年10月28日                           | BLUE/蕾-blue dreams- 発売記念 SuaraミニLIVE&握手会                                                        | THE NACK 5 TOWN 大宮アルシェ1Fイベントスペース アソビットゲームシティ 6Fイベントフロア                                              |      |
| 11 | 2007年11月10日                           | Suaraトーク&ライブ 千秋奏歌 -立命のみなさ〜ん Suaraですよ〜!-                                             | 立命館大学びわこ・くさつキャンパス プリズムホール                                                                                   |      |
| 12 | 2007年12月2日                            | アクアプラスフェスタ2007 IN ヨコハマ                                                                      | |      |
| 13 | 2008年8月30日                            | Animelo Summer Live 2008 -Challenge-                                                                      | さいたまスーパーアリーナ |      |
| 14 | 2008年11月29日                           | AQUAPLUS FESTA & LIVE 2008                                                                                | |      |
| 15 | 2008年11月16日                           | DreamParty大阪2008秋                                                                                      | インテックス大阪2号館 |      |
| 16 | 2009年2月1日                             | ブシロードカードゲームライブ2009                                                                          | 日本青年館大ホール |      |
| 17 | 2009年1月31日                            | 舞い落ちる雪のように 発売記念イベント＠東京                                                               | とらのあな秋葉原1号店 7Ｆ イベントスペース アソビットゲームシティ                                                                   |      |
| 18 | 2009年2月14日 2009年2月15日              | 舞い落ちる雪のように 発売記念イベント＠関西                                                               | 上新電機 ディスクピア 日本橋店 イオンモール伊丹テラス 1F エンターテイメントコート                                                   |      |
| 19 | 2009年4月11日                            | OVA 『ToHeart2 adplus』 & 『うたわれるもの』合同イベント 『アクアプラス新作OVA最速上映会なのれす☆（仮）』 | 都内某所 |      |
| 20 | 2009年8月23日                            | ANIMELO SUMMER LIVE 2009 -RE:BRIDGE-                                                                      | さいたまスーパーアリーナ |      |
| 21 | 2009年5月5日                             | DreamParty東京2009春                                                                                      | 東京ビッグサイト西3・4ホール |      |
| 22 | 2009年6月28日                            | DreamParty大阪2009春                                                                                      | インテックス大阪2号館 |      |
| 23 | 2009年6月27日 2009年7月4日 2009年7月12日 | adamant faith 発売記念イベント                                                                            | 上新電機 ディスクピア 日本橋店 コミックとらのあな秋葉原1号店 7F アソビットゲームシティ 塚口さんさんタウン2階 スカイコム特設ステージ |      |
| 24 | 2009年7月26日                            | WONDERFUL HOBBY LIFE FOR YOU!! 〜 LIVE! 〜                                                                | ワンダーフェスティバル 2009 ［夏］ 会場内                                                                                           |      |
| 25 | 2009年8月15日                            | アクアプラスちょいフェスタ2009 夏                                                                         | 東京ビッグサイト会議棟7F/国際会議場                                                                                                 |      |
| 26 | 2009年10月16日                           | サタデーナイトライブ 金曜日だけど！2                                                                      | 新宿FACE |      |
| 27 | 2009年12月27日                           | アクアプラスフェスタ 2009                                                                                 | ディファ有明 |      |
| 28 | 2010年2月20日                            | Soundgirl-音響少女-Showroom Special Vol.2                                                                 | JVCケンウッド丸の内ショールーム |      |
| 29 | 2010年2月6日                             | ブシロードカードゲームライブ2010                                                                          | 中野サンプラザ |      |
| 30 | 2010年2月10日                            | 舞台 チョコレートガールズ                                                                                 | 新宿シアターサンモール |      |
| 31 | 2010年4月18日                            | WHITE ALBUM CONCERT II                                                                                    | 品川ステラボール |      |
| 32 | 2010年8月7日                             | LIVE μ | なんばパークス2Fキャニオンコート |      |
| 33 | 2010年10月31日                           | アニサマ Girls Night                                                                                      | Zeep Osaka |      |
| 34 | 2010年9月19〜20日                        | デビュー5周年記念イベント スナック夢路                                                                    | 大阪府下某所 |      |
| 35 | 2010年8月21日                            | Soundgirl-音響少女-Showroom Special Vol.4                                                                 | ティアック本社事業所内試聴室 |      |
| 36 | 2010年11月28日                           | みるくらりあっと Vol.3                                                                                    | STUDIO PARTITA |      |
| 37 | 2011年2月13日                            | フィックスレコード バレンタインデーイブ☆チョコお渡し会                                                    | AKIHABARA ゲーマーズ本店8Fイベントホール                                                                                            |      |
| 38 | 2011年5月28日 2011年6月11日              | Pure2 Ultimate Cool Japan Jazz 発売記念イベント                                                           | AKIHABARA ゲーマーズ本店8Fイベントスペース TOWER RECORDS 新宿店7Fイベントスペース disk union JAZZ TOKYO 店内                        |      |
| 39 | 2011年5月7日                             | Pure2 Ultimate Cool Japan Jazz 発売記念プレイベント                                                       | スタジアムプレイス青山 8階ホール |      |
| 40 | 2011年5月15日                            | ハイエンドショウトウキョウ 2011 SPRING Suaraミニライブ                                                    | 「東京交通会館」12階ダイヤモンドホール                                                                                              |      |
| 41 | 2011年9月27日 2011年9月28日              | Pure LIVE Legend Of Pure Sound                                                                            | Mt.RAINIER HALL SHIBUYA PLEASURE PLEASURE                                                                                           |      |
| 42 | 2011年8月27日                            | A.C.M.E III（A Certain Magical Event III）                                                                | シンガポール |      |
| 43 | 2011年10月29日 2011年11月5日             | 花凛 発売記念イベント                                                                                     | AKIHABARA ゲーマーズ本店8Fイベントスペース ゲーマーズなんば店 B1F                                                                   |      |
| 44 | 2011年10月29日                           | 秋のヘッドフォン祭 2011 花凛 発売記念イベント Suaraミニライブ＆トークショー                               | スタジアムプレイス青山 8F 801 |      |
| 45 | 2012年2月18日                            | OVA『ToHeart2ダンジョントラベラーズ』 先行上映&ライブイベント                                             | 都内某所（渋谷） |      |
| 46 | 2012年3月25日 2012年4月7日 2012年4月8日  | OVA『ToHeart2ダンジョントラベラーズ』主題歌CD発売記念インストアライブイベント                             | アニメイト横浜店 AKIHABARAゲーマーズ本店 8F ゲーマーズなんば店                                                                      |      |
| 47 | 2012年6月2日                             | PS3版AQUAPAZZA主題歌シングル発売記念イベント                                                              | Music Restaurant La Donna |      |
| 48 | 2012年4月29日                            | 中国国際アニメフェア2012 日本動漫音楽祭                                                                   | 中国・杭州 |      |
| 49 | 2012年5月12日                            | 『春のヘッドフォン祭2012』 Suaraミニライブ&トークショー                                                   | スタジアムプレイス青山 8階 801 |      |
| 50 | 2012年5月20日                            | 『ハイエンドショウ トウキョウ 2012 スプリングセッション』 Suaraミニライヴ                                 | 「東京交通会館」12階ダイヤモンドホール                                                                                              |      |
| 51 | 2012年8月18日                            | 「南国書香節2012」全国アニソンカラオケ大会「Animeidol」広州地区大会                                       | 中国輸出入交易会展示会場Bエリア |      |
| 52 | 2012年11月3日                            | 京都コンピュータ学院11月祭                                                                                | 京都コンピュータ学院 京都駅前校6Ｆホール                                                                                            |      |
| 53 | 2019年9月14日                            | アニエラフェスタ2019                                                                                      | 長野県佐久市 駒場公園 |      |

### ライブ
- 天音唄の宴 〜アマネウタノウタゲ〜
  - 2006年4月6日開催 / Vi-code
- Suara LIVE 2006 〜夢路への扉〜
  - 2006年10月29日開催 / AREA
- Suara LIVE TOUR 2007 〜惜春奏歌〜
  - 2007年4月28日開催 / amHALL
  - 2007年5月4日開催 / 大宮ソニックシティ
- Suara LIVE 2008 〜太陽と月の調べ〜
  - 2008年9月6日開催 / 横浜BLITZ
- Suara LIVE 2010 〜歌始め〜
  - 2010年1月2日開催 / Shibuya O-EAST
  - 2010年1月3日開催 / Shibuya O-EAST
- Suara HONG KONG LIVE 2010 〜夢想歌宴〜
  - 2010年2月28日開催 / 九龍湾国際展貿中心3階演講廳
- Suara KOREA LIVE 2010 〜夢想歌宴〜
  - 2010年6月26日開催 / SOUNDHOLIC
- Suara 七夕ライブ 〜星想夜曲〜
  - 2010年7月4日開催 / ラフォーレ琵琶湖「デジタルスタードーム ほたる」
- Suara ディナーショー 〜アコースティックの調べ〜
  - 2010年7月31日開催 / Flamingo the Arusha
- Suara Acoustic LIVE 2011 〜朧月夜に逢いましょう〜
  - 2011年3月21日開催 / amHALL
  - 2011年3月25日開催 / Mt. RAINIER HALL SHIBUYA PLEASURE PLEASURE
- Suara LIVE TOUR 2011　〜花凛風月〜
  - 2011年11月12日開催 / ROLLING HALL（韓国・ソウル公演）
  - 2011年11月18日開催 / HeartLand STUDIO（名古屋公演）
  - 2011年11月20日開催 / BIGCAT（大阪公演）
  - 2011年12月11日開催 / 品川ステラボール（東京公演）
- Suara クリスマスディナーショー 2011
  - 2011年12月18日開催 / Flamingo the Arusha
- Suara LIVE 2011 "THE FINAL"
  - 2011年12月30日開催 / Mt. RAINIER HALL SHIBUYA PLEASURE PLEASURE
- Suara 香港ライブ 2012 〜花凛風月〜
  - 2012年2月12日開催 / 九龍湾国際展貿中心3階演講廳
- Suara 七夕ライブ 2012
  - 2012年7月15日開催 / デジタルスタードーム ほたる
- Suara カフェライブ 2012
  - 2012年8月12日開催 / Music Restaurant La Donna
- Suara ディナーショー 2012
  - 2012年8月12日開催 / Music Restaurant La Donna
- Suara Live in China 2012 -広州花歌-
  - 2012年8月19日開催 / 広州南方劇場